# Hylexetastes uniformis
El trepatroncos uniforme (Hylexetastes uniformis) es una especie de ave paseriforme de la familia Furnariidae, subfamilia Dendrocolaptinae, perteneciente al género Hylexetastes. Algunos autores la consideran una subespecie del trepatroncos piquirrojo Hylexetastes perrotii. Es nativa del centro sur de la Amazonia en América del Sur.

## Distribución y hábitat
Se distribuye en el sur de la cuenca amazónica al sur del río Amazonas, en Brasil (del río Madeira y afluentes hacia el este hasta los ríos Tocantins y Araguaia, hacia el sur hasta el suroeste de Mato Grosso) y en el noreste de Bolivia (noreste de Santa Cruz).
Esta especie es considerada rara en su hábitat natural: las selvas húmedas, principalmente de terra firme, de regiones bajas, hasta los 600 metros de altitud.

## Sistemática

### Descripción original
La especie H. uniformis fue descrita por primera vez por el ornitólogo austríaco Carl Eduard Hellmayr en 1909 bajo el mismo nombre científico; su localidad tipo es: «Calama, Río Madeira, Rondônia, Brasil».

### Etimología
El nombre genérico masculino «Hylexetastes» se compone de las palabras del griego «ὑλη hulē  que significa ‘bosque’, ‘selva’, y «εξεταστης exetastēs» que significa ‘examinador’; y el nombre de la especie «uniformis», en latín y significa ‘uniforme’, ‘del mismo color’.

### Taxonomía
La presente especie y la subespecie H. uniformis brigidai son tratadas como subespecies de Hylexetastes perrotii por algunas clasificaciones, como Aves del Mundo (HBW) y Birdlife International (BLI), con base en las similitudes morfológicas y de vocalización. Sin embargo, un estudio filogenético reciente confirmó que la especie H. perrotii es parafilética, dando respaldo a autores anteriores con respecto a la separación de las especies, todas alopátricas, cada una distribuida en uno de los interfluvios amazónicos, separados por los grandes ríos de la región. 
Con base en los estudios filogenéticos mencionados, el Comité de Clasificación de Sudamérica (SACC) en la Propuesta N° 897 aprobó la separación de la presente especie pero mantuvo a brigidai como subespecie de la presente. El Congreso Ornitológico Internacional (IOC) sigue este mismo criterio.

### Subespecies
Según las clasificaciones del Congreso Ornitológico Internacional (IOC) y Clements Checklist/eBird se reconocen dos subespecies, con su correspondiente distribución geográfica:
- Hylexetastes uniformis uniformis Hellmayr, 1909 – sur de la Amazonia al sur del río Amazonas, en Brasil (río Madeira y afluentes hasta el alto río Xingu, al sur hasta el suroeste de Mato Grosso) y noreste de Bolivia.

- Hylexetastes uniformis brigidai Cardoso da Silva, Novaes y Oren, 1995 – sureste de la Amazonia brasileña, en el sur de Pará desde el río Xingu haata los ríos Tocantins y Araguaia.